# Valentina Rodiniová
Valentina Rodiniová (* 28. ledna 1995 Cremona) je italská veslařka, startující v soutěžích lehkých vah. Je členkou týmu Gruppi Sportivi Fiamme Gialle. Vystudovala management na modenské univerzitě.
V roce 2013 byla členkou italské párové čtyřky, která vyhrála juniorské mistrovství světa. V roce 2015 získala s Eleonorou Trivellovou na Univerziádě bronzovou medaili na dvojskifu lehkých vah a byla mistryní světa do 23 let v závodě čtyřveslic. Na Letních olympijských hrách 2016 obsadila s Laurou Milaniovou na dvojskifu třinácté místo. Titul ze světového šampionátu do 23 let obhájila v roce 2017. Na Středomořských hrách v roce 2018 vyhrála soutěž skifařek. V roce 2021 se stala s Federicou Cesariniovou mistryní Evropy na dvojskifu lehké váhy. Tato dvojice získala na Letních olympijských hrách 2020 zlaté medaile finálovým časem 6:47,54, když ve finiši porazily o čtrnáct sekund reprezentantky Francie. Po olympiádě byl Rodiniové udělen Řád zásluh o Italskou republiku.